# La linea di condotta
La linea di condotta (die Maßnahme) è il primo vero e proprio dramma didattico (Lehrstück) di Bertolt Brecht, scritto nel 1930, al quale ne seguirà nello stesso anno un secondo: "L'eccezione e la regola" (Die Ausnahme und die Regel).

## Trama
Quattro agitatori politici provenienti da Mosca si trovano a dover giustificare di fronte a un coro di controllo l'uccisione di un giovane compagno durante una missione svolta in Cina. Per farlo questi ripercorrono, recitando, l'intera vicenda, con il fine di mostrare al coro la condotta della vittima ed essere poi giudicati. Gli agitatori si sono ritrovati a compiere questo gesto estremo dopo che la loro impresa era stata definitivamente mandata a monte dal giovane compagno, il quale aveva voluto incoraggiare prematuramente una rivolta mostrando persino la propria identità.
A rendere il compagno non adatto alla missione politica è la sua eccessiva pietà, egli cede di continuo ai propri sentimenti personali i quali finiscono per prendere totalmente il sopravvento sulla ragione, facendogli così perdere di vista gli scopi e gli obiettivi della sua attività. Il coro di controllo alla fine approverà il gesto dei quattro agitatori, i quali hanno agito nell'interesse della propaganda e della lotta politica. Nell'opera sono presenti numerosi riferimenti all'ideologia comunista, il monito che Brecht mirava a dare in questo caso risulta evidente.

## Genesi dell'opera
La stesura del dramma, particolarmente innovativo come anche il successivo Die Ausnahme und die Regel, si può attribuire alla totale conversione dell'autore all'ideologia marxista, avvenuta definitivamente tra il 1928-1929. Fu questo passaggio infatti a portare nell'opera brechtiana una svolta in senso pedagogico.
Se fino a poco prima le sue opere si erano limitate a porre lo spettatore di fronte a fatti contemporanei concreti con la speranza che quest'ultimo ne deducesse autonomamente le proprie conclusioni e fosse magari invogliato ad agire, adesso Brecht, nei suoi Lehrstücke, inserisce un suggerimento, un'indicazione da accogliere rispetto al modo in cui agire per cambiare il mondo che ci circonda.
Un chiaro esempio di quanto appena detto lo troviamo proprio in "die Maßnahme" che, in quanto vero e proprio esempio di propaganda comunista, scatenò un'accanita polemica da parte di tutti i fronti, tanto che Brecht, dopo il debutto dell'opera a Berlino, fu costretto a vietarne ulteriori rappresentazioni.
La trama è semplice